# William Cabell Rives
Pour les articles homonymes, voir Rives.
William Cabell Rives est un avocat, diplomate et homme politique américain né le 4 mai 1793 et mort le 25 avril 1868. Originaire du comté d'Albemarle (Virginie), il représenta la Virginie à la Chambre des représentants et au Sénat des États-Unis et fut également ministre des États-Unis en France entre 1829 et 1832 et entre 1849 et 1853.

## Biographie
William Cabell Rives naquit à Union Hill, propriété de son grand-père, le colonel William Cabell, dans le comté d'Amherst en Virginie. La propriété se situait le long de la rivière James (James River) dans ce qui est aujourd'hui le comté de Nelson. Il était le fils de Robert Cabell   Rives (1764-1845) et de sa femme Margaret (v. 1770-1815) . Après avoir été éduqué par un précepteur, il alla au Hampden-Sydney College puis au Collège de William et Mary à Williamsburg jusqu'en 1809.
Il quitta Williamsburg pour étudier le droit avec Thomas Jefferson à Monticello et fut admis au barreau de Richmond en 1814. Il exerça d'abord sa profession dans le comté de Nelson mais, après avoir épousé, en 1819, Judith Page Walker (1802-1882), il s'installa dans la propriété qu'elle avait héritée, Castle Hill près de Cobham dans le comté d'Albemarle, à environ 12 miles à l'est de Charlottesville. C'est là qu'il devait résider jusqu'à la fin de sa vie.
Il commença sa carrière politique en participant à la convention constitutionnelle de l'État de Virginie en 1816. Il fut ensuite appelé à la Chambre des représentants de Virginie en 1817-1819, où il représenta le comté de Nelson, et de nouveau en 1822 comme représentant du comté d'Albermarle. Plus tard en 1822, il fut élu à la Chambre des représentants des États-Unis où il siégea de 1823 à 1829. 
De 1829 à 1832, il fut ministre des États-Unis à Paris (France). Pendant les Trois Glorieuses, il contribua à rallier La Fayette à la candidature du duc d'Orléans.
À son retour de France, il fut élu au Sénat des États-Unis où il effectua trois mandats, le dernier comme membre du parti whig. De 1849 à 1853, il redevint ministre des États-Unis en France.
En février 1861, il fut délégué à la conférence de la paix à Washington. Il s'opposa à la sécession mais resta fidèle à la Virginie lorsqu'elle décida de faire sécession, et fut l'un de ses représentants au Congrès des États confédérés d'Amérique en 1861-1862, durant la Guerre de Sécession.
Rives mourut à Castle Hill en 1868 et fut enterré dans la sépulture de famille. Il est l'auteur de plusieurs livres, dont le plus important est La vie et l'époque de James Madison (Life and Times of James Madison, 3 vols., Boston, 1859-1868). Il siégea au Board of Visitors de l'Université de Virginie de 1834 à 1849, et présida pendant de nombreuses années la Société historique de Virginie (Virginia Historical Society).
Son fils, Alfred Landon Rives (né à Paris le 25 mars 1830 et mort à Albemarle le 27 février 1903) fut un ingénieur distingué, dont la fille Amelie Louise Rives (née à Richmond le 23 juillet 1863 et morte en 1945) s'illustra comme romancière, son livre le plus connu étant The Quick or the Dead ? (1888). Elle épousa John Armstrong (Archie) Chanler le 14 juin 1888, et, après leur divorce, se remaria le 18 février 1896 avec le prince Pierre Troubetzkoy.